# Georges Starobinski
Pour les articles homonymes, voir Starobinski.
Georges Starobinski, né le 14 juin 1961 à Genève, est un musicologue et pianiste genevois.

## Biographie
Georges Starobinski est le fils cadet de Jean Starobinski et de Jaqueline Sirman. Licencié en lettres de l'Université de Genève et diplômé de la Haute École de musique de Genève et de la Hochschule für Musik und Theater de Munich (piano chez Claire-Lise Leuthold, Susana Sierro-Rigoli et Harry Datyner, direction d'orchestre chez Arpad Gérez et Hermann Michael), il est tout d'abord répétiteur et chef d'orchestre à l'Opéra de Bâle (1987-90),  puis assistant du prof. Jean-Jacques Eigeldinger à l'Université de Genève (1990-2004), où il obtient le titre de docteur en musicologie. Nommé professeur à l'Université de Lausanne en 2004, il est également responsable de l'enseignement de la musicologie à l'École polytechnique fédérale de Lausanne (EPFL-Collège des humanités) ainsi qu'à la Haute école de musique (HEMU).Entre septembre 2013 et août 2022, Georges Starobinski dirige la Hochschule für Musik FHNW, Klassik sur le campus de la Musik-Akademie de Bâle.
Ses publications portent sur la musique des 19e et 20e siècles avec un accent particulier sur le répertoire du lied, qu'il pratique également en concert. Cette orientation prend forme à la Hochschule für Musik und Theater de Munich, où il accompagne la classe de Brigitte Fassbaender et les cours de Lied de Helmut Deutsch. Parmi ses partenaires vocaux figurent Brigitte Fournier, Irène Friedli, Stephan Genz, Philippe Huttenlocher, Shigeo Ishino, Angela Kerrison, Ursula Kryger, Stephan MacLeod, Sophie Marilley, Kammersänger Thomas Moser, Marcus Niedermeyr, Rudolf Rosen, Carine Séchaye, Mona Somm, Bénédicte Tauran, Robin Tritschler et le Zürcher Vokalquartett et les Basler Madrigalisten.
Sa collaboration privilégiée avec le baryton Christian Immler est documentée par un enregistrement de Lieder paru sous le label BIS, qui a été très favorablement accueilli par la critique internationale. Sur le plan pédagogique, Georges Starobinski a collaboré à maintes reprises avec la pédagogue du chant Eva Krasznai Gombos. Il enseigne actuellement dans le cadre du Master spécialisé de Liedgestaltung à la Hochschule für Musik à Bâle.

## Sources
- Philippe Albéra et Georges Starobinski (éditeurs) : Le chemin vers la nouvelle musique et autres écrits / Anton Webern , Genève, éditions Contrechamps, 2008;
- (de) « Prof. Dr. Georges Starobinski », sur FHNW - Fachhochschule Nordwestschweiz (consulté le 10 mai 2018)